# Guerra Russo-Georgiana
A Guerra Russo-Georgiana (também conhecida como Guerra na Ossétia do Sul em 2008, Guerra dos Cinco Dias ou Guerra de Agosto) foi um conflito armado ocorrido em agosto de 2008 entre a Geórgia de um lado, e a Rússia e os separatistas da Ossétia do Sul e da Abecásia, do outro.
A Guerra da Ossétia do Sul de 1991-1992 entre georgianos e ossetas havia deixado um pouco mais da metade da Ossétia do Sul sob o controle de facto de um governo apoiado pela Rússia não reconhecido internacionalmente. A maior parte dos georgianos da Ossétia do Sul permaneceram sob o controle da Geórgia (distrito de Akhalgori, e a maioria das aldeias vizinhas a Tskhinvali), com uma força de paz conjunta da Geórgia, da Ossétia do Norte e da Rússia presente nos territórios. Uma situação similar existia na Abecásia após a Guerra na Abecásia de 1992-1993.
As tensões escalaram durante os meses de verão de 2008. Bombardeios por separatistas ossetas contra aldeias georgianas começaram logo em 1 de agosto, atraindo uma resposta pontual das forças de paz da Geórgia e de outros combatentes já existentes na região. A Geórgia lançou uma ofensiva militar de grande escala contra a Ossétia do Sul durante a noite de 7 para 8 de agosto, em uma tentativa de recuperar o território; declarando que estava respondendo aos ataques contra suas forças de paz e aldeias da Ossétia do Sul, e que a Rússia estava movendo unidades não pertencentes à manutenção da paz para o país. A Geórgia capturou com sucesso a maior parte de Tskhinvali em poucas horas. A Rússia reagiu, com a implantação de unidades do 58ª Exército Russo e das Tropas Aerotransportadas na Ossétia do Sul um dia depois, e lançou ataques aéreos contra as forças georgianas na Ossétia do Sul e em alvos militares e logísticos na Geórgia. A Rússia reivindicou que estas ações foram uma intervenção humanitária necessária a imposição da paz.
As forças russas e ossetas lutaram contra as tropas georgianas na Ossétia do Sul ao longo de quatro dias; os combates mais pesados ocorreram em Tskhinvali. Em 9 de agosto, as forças navais russas supostamente bloquearam uma parte da costa da Geórgia e desembarcaram fuzileiros navais na costa da Abecásia. A marinha georgiana tentou intervir, mas foi derrotada em uma batalha naval. As forças russas e abecases e abriram uma segunda frente, atacando o Vale de Kodori, mantido pela Geórgia. As forças georgianas colocaram apenas uma resistência mínima, e as forças russas invadiram posteriormente bases militares na Geórgia ocidental. Após cinco dias de intensos combates na Ossétia do Sul, as forças georgianas recuaram, permitindo que os russos entrassem no território incontestado da Geórgia e, temporariamente, ocupam as cidades de Poti, Gori, Senaki e Zugdidi.
Através da mediação pela presidência francesa da União Europeia, as partes chegaram a um acordo preliminar de cessar-fogo em 12 de agosto, assinado pela Geórgia em 15 de agosto, em Tbilisi e pela Rússia em 16 de agosto, em Moscou. Várias semanas após a assinatura do acordo de cessar-fogo, a Rússia começou a retirar a maioria de suas tropas do território incontestado da Geórgia. No entanto, as autoridades ocidentais insistem que as tropas não retornaram para a linha onde estavam estacionadas antes do início das hostilidades, conforme descrito no plano de paz. As forças russas permanecem estacionadas na Abecásia e na Ossétia do Sul no âmbito de acordos bilaterais com os governos correspondentes.

## Antecedentes

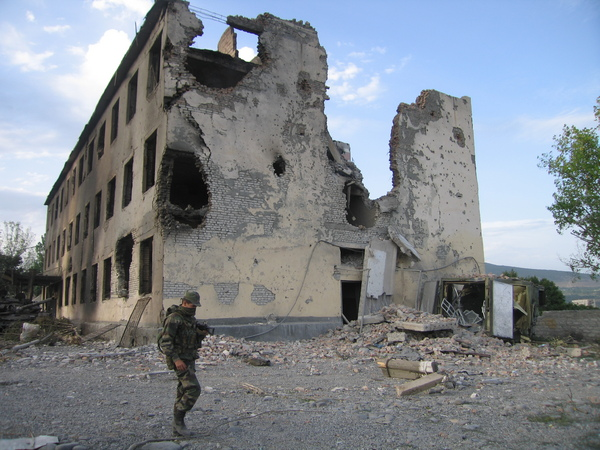
Destruição na Ossétia, 2008.

A República Socialista da Geórgia declarou sua independência da União Soviética em 1991 quando esta estava se dissolvendo. Em meio a este pano de fundo, uma guerra estourou entre a Geórgia e zonas controladas por separatistas no antigo Oblast Autônomo da Ossétia do Sul. Esse oblast não era de facto reconhecido pela comunidade internacional como independente, mas eram apoiados pela Rússia. Após este conflito, uma força de paz conjunta feito pela Geórgia, Rússia e Ossétia foi mantida no território. Uma situação similar aconteceu na Abecásia, onde os separatistas abecásios travaram uma guerra entre 1992 e 1993. Após a eleição de Vladimir Putin na Rússia em 2000 e uma mudança de poder na Geórgia por um líder pró-Ocidente em 2003, a relação entre russos e georgianos começou a se deteriorar, levando a uma crise diplomática em abril de 2008, com a Rússia anunciando que removia todas as sanções econômicas impostas à Abecásia em 1996 e estabeleceu relações diretas com as autoridades separatistas na Abecásia e na Ossétia do Sul.
Em 1 de agosto de 2008, separatistas ossetas do sul começaram a bombardear vilas georgianas, instigando respostas esporádicas pelas autoridades de Tiblíssi. Ataques de artilharia de separatistas pró-Rússia romperam o acordo de cessar-fogo de 1992, que estipulava que este tipo de armamento não podia ser implantado na zona de conflito. Quando o presidente georgiano Mikheil Saakashvili anunciou um cessar-fogo unilateral na noite de 7 de agosto de 2008, uma nova onda de ataques da Ossétia do Sul a aldeias da Geórgia seguiu-se. Isso levou o governo georgiano a declarar uma operação militar para "restaurar a ordem constitucional" e então o exército georgiano avançou sobre as zonas de conflito na Ossétia do Sul antes da meia noite de 7 de agosto, numa ação que precipitou o conflito. Os soldados da Geórgia focaram seus avanços contra Tskhinvali, uma fortaleza separatista, tomando-a em questão de horas.

## Reações internacionais
O Conselho de Segurança das Nações Unidas, convocado urgentemente pela Rússia, não conseguiu chegar a nenhuma declaração.
Os Estados Unidos e a União Europeia, entre outros, pediam uma solução pacífica.
A Rússia justificou o envio de blindados sob a alegação de que pretendia defender as populações e cidadãos russos da Ossétia do Sul, havendo registros de, pelo menos, 10 mortos e 30 feridos do lado russo. A Rússia acusou mesmo as forças de paz das tropas georgianas de atacarem companheiros russos.
No dia 9 de agosto de 2008, o Conselho de Segurança da ONU não chegou a acordo para tomar uma decisão. Os Estados Unidos afirmaram em 10 de agosto que se a Rússia prosseguir a ofensiva na Geórgia, as relações entre os dois países poderão ser afetadas. Os Estados Unidos afirmaram ainda que iriam propor uma resolução ao Conselho de Segurança para condenar a ofensiva russa, segundo Richard Grenell, porta-voz da delegação dos EUA na ONU.

## A guerra

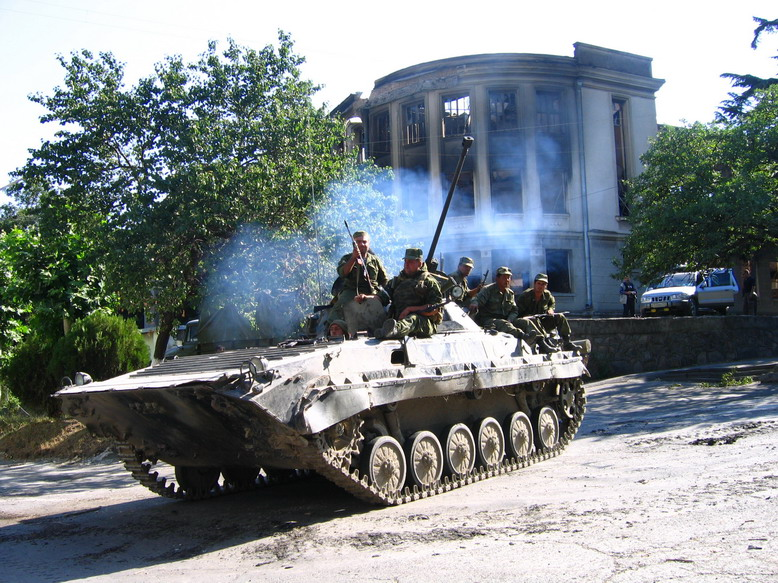
Militares russos em um blindado BMP-2 durante a guerra.

### Luta em Tskhinvali
No dia 7 de agosto de 2008, militares georgianos lançaram um pesado bombardeio terrestre contra a Ossétia. No dia seguinte, a Geórgia lançou uma grande ofensiva militar. Entre 10 000 e 11 000 soldados georgianos se concentraram para a investida. Os ataques georgianos focaram a região ao redor de Tskhinvali, a capital da Ossétia do Sul. A ofensiva em si contra a cidade não foi tão bem sucedida, com tropas da Geórgia sendo repelidas perto do vilarejo de Kvaysa. Homens da 3ª Brigada de infantaria então investiram contra a área de Eredvi e tomaram várias posições chave. Conforme os georgianos iam avançando, a resistência de milícias ossetas aumentava. Tanques, blindados (como o Otokar Cobra) e aviões (como o Sukhoi Su-25) georgianos bombardeavam posições inimigas além de Tskhinvali, investindo contra essa estratégica região. Encabeçados pelas forças especiais, o exército da Geórgia invadiu a cidade e encontraram feroz resistência. O intenso combate e o bombardeio deixou a área em ruínas. Uma base de civis russos na região foi atacada também e pelo menos 10 deles foram mortos. Em resposta, o governo de Moscou enviou várias tropas para a fronteira. Autoridades russas afirmaram inicialmente que pelo menos 2 000 pessoas foram mortas em Tskhinvali durante a luta, porém o número seria mais tarde revisado para baixo, com apenas 162 mortes confirmadas.
A 8 de agosto, aeronaves russas iniciaram um bombardeio contra tropas georgianas, mas suspenderam suas missões depois que começaram a sofrer perdas devido ao fogo antiaéreo. As 10h da manhã, as tropas da Geórgia alcançaram o centro de Tskhinvali. Contudo, tiveram de recuar logo depois, devido a intensa barragem de artilharia russa e também por seus aviões. Os militares georgianos então foram forçados a deter seu avanço e começaram a sofrer baixas, especialmente por causa das aeronaves da Rússia.

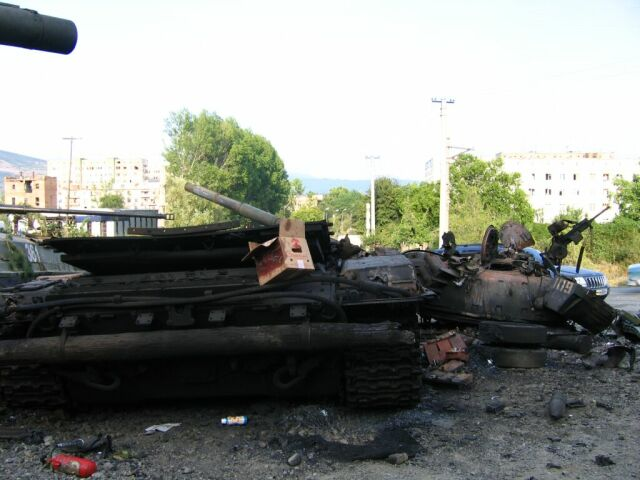
Um blindado georgiano destruído em Tskhinvali.

Na virada do dia 8 para 9 de agosto, tropas russas lançaram sua primeira grande ofensiva da guerra, passando pelo túnel de Roki e pelas montanhas. Os russos sofreram muito com falta de organização e não conseguiram unir suas forças iniciais sob um único propósito. A luta em Tskhinvali reascendeu com combates entre tropas terrestres russas e georgianas. Os soldados russos não conseguiram avançar devido a resistência enfrentada, porém os georgianos tiveram de recuar. O tenente-general Anatoly Khrulyov levou então seus combatentes para frente, com o propósito de tomar a cidade, mas foram emboscados por forças especiais da Geórgia e sofreram muitas baixas. O próprio general foi ferido na perna. As tropas georgianas recomeçaram suas ofensivas, avançando por Tskhinvali, empurrando as forças inimigas para trás, mas sofrendo muitas baixas no processo. No dia 10, contudo, reforços russos, apoiados por milicianos ossetas, contra-atacaram, forçando o recuo dos georgianos. No dia seguinte, quase todas as tropas da Geórgia haviam recuado da Ossétia. Eles, contudo, tentaram se reagrupar e investiram contra a cidade mais três vezes, porém as brigadas russas conseguiram repelir os ataques, especialmente devido ao seu vasto poder aéreo.
A batalha por Tskhinvali durou três dias e três noites, e custou centenas de vidas. Apesar dos russos terem repelido os ataques georgianos, as perdas sofridas impediu que a vitória fosse completa. Dias depois, forças russas avançaram para a Geórgia. Os georgianos recuaram da Ossétia e se reagruparam nos arredores de Gori.

### Ocupação de Gori

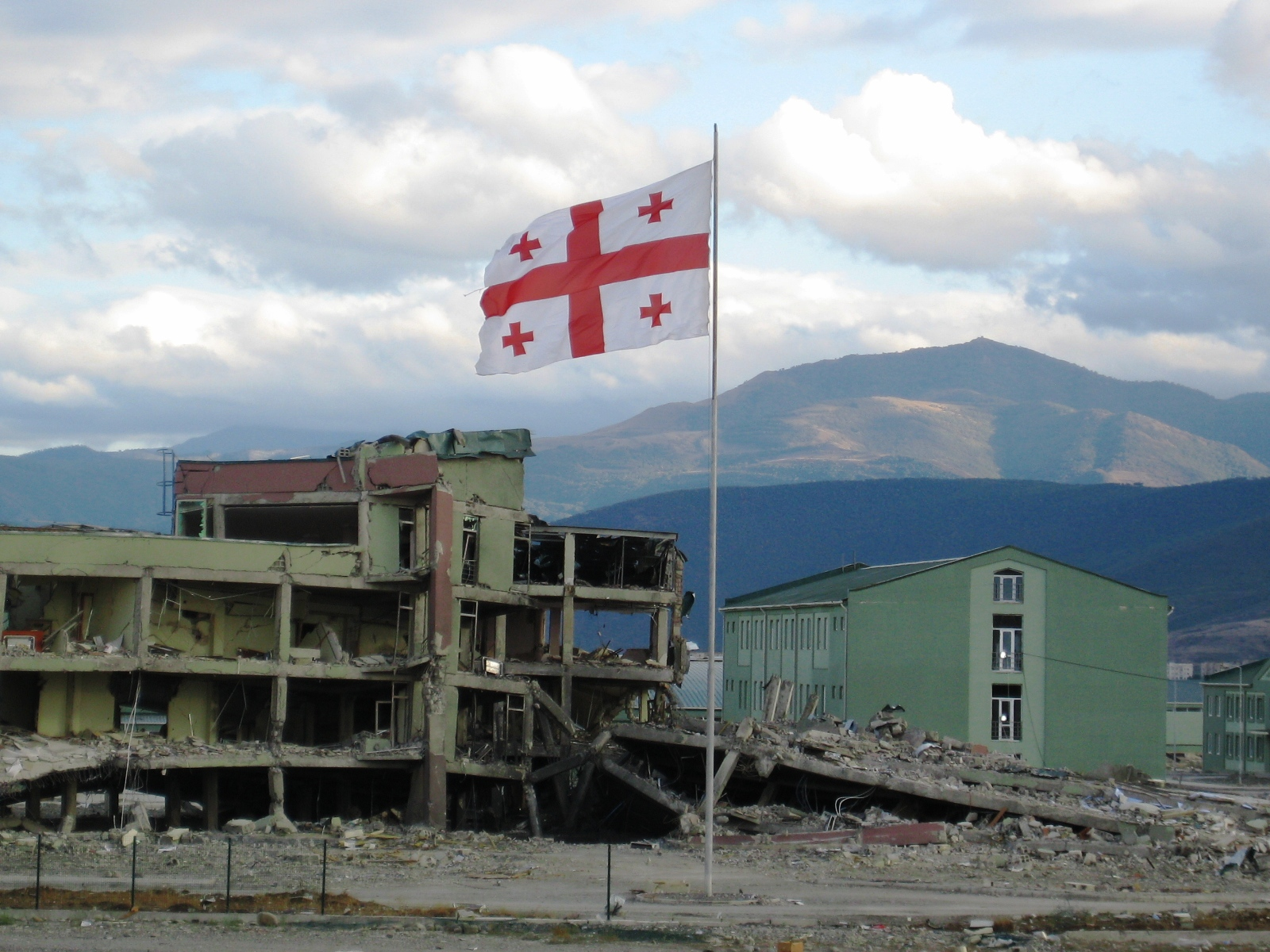
A bandeira georgiana tremula em meio as ruínas da cidade de Gori.

A cidade de Gori fica próxima a fronteira da Ossétia e a 25 km de Tskhinvali. O exército georgiano utilizava a região como base para sua incursão no território osseta e por isso foi bombardeado incessantemente pela força aérea russa. As bases militares em Gori foram atingidas pela primeira vez a 9 de agosto. O governo georgiano afirmou que pelo menos 60 civis morreram nos ataques. Nos dias seguintes, milhares de civis começaram a deixar a região. A 12 de agosto, foi confirmado que colunas de soldados russos iniciaram uma marcha contra Gori. Autoridades da Geórgia ordenaram que suas tropas recuassem para defender a capital do país, Tbilisi. Aviões russos bombardearam o distrito central de Gori, matando um jornalista holandês e ferindo vários outros repórteres estrangeiros. Até mesmo um hospital militar georgiano (que tinha uma bandeira da Cruz Vermelha) foi bombardeado.
Em 13 de agosto, após rejeitar um pedido de cessar-fogo de autoridades georgianas, as forças russas ocuparam Gori. No dia seguinte, o comandante das tropas russas afirmou que seu exército controlava toda a região. Os soldados russos então começaram a pilhar as bases militares abandonadas pelos georgianos para pegar qualquer equipamento deixado para atrás. Após negar ajuda humanitária para os civis em Gori, o governo russo permitiu a entrada de mantimentos para os necessitados.
A 22 de agosto, as forças russas se retiraram de Gori. Policiais e militares georgianos reentraram na cidade no dia seguinte.

### Expansão dos combates

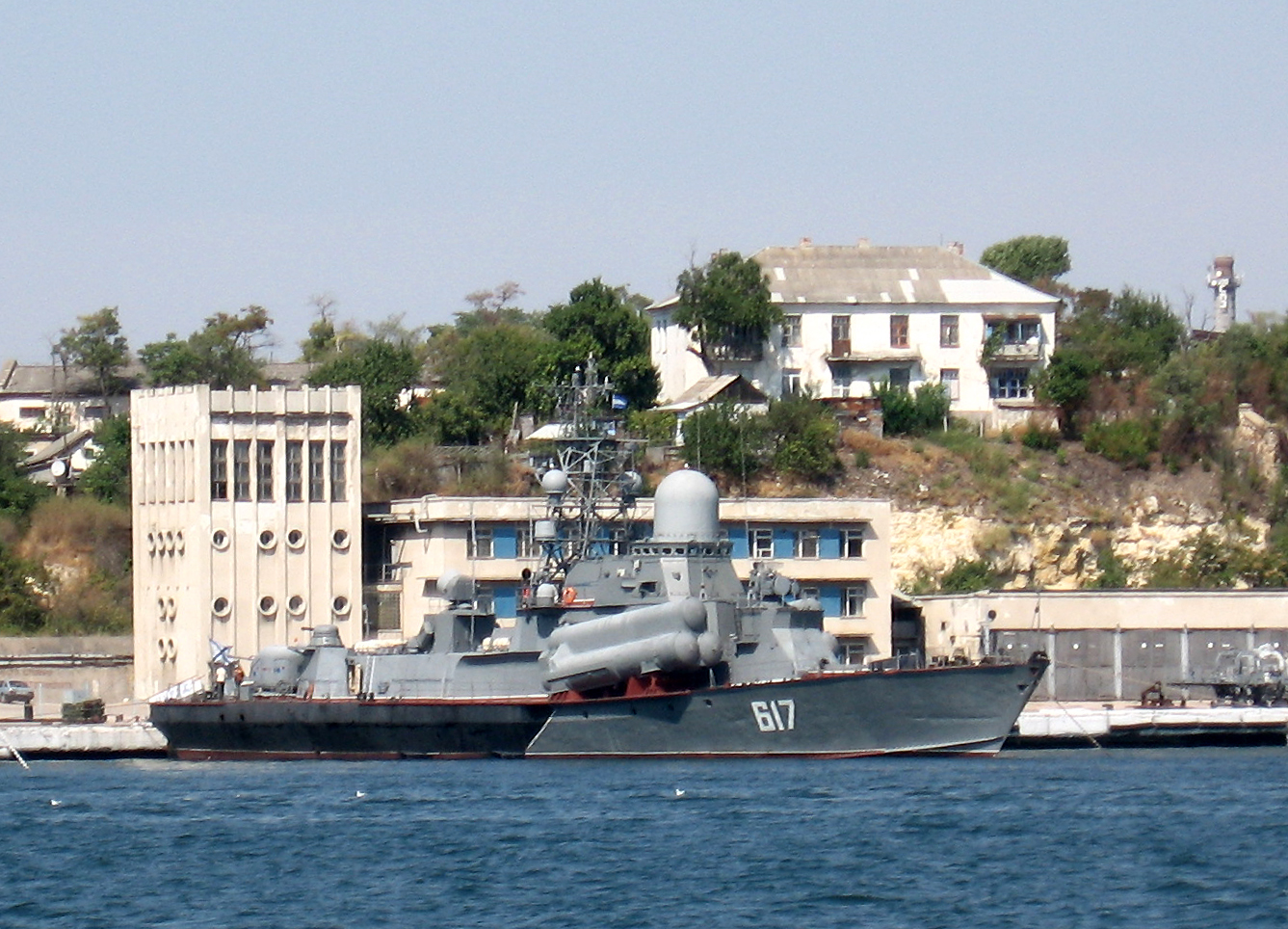
O navio russo Mirazh, no mar negro, próximo a costa da Geórgia.

A luta acabou não se restringindo a Ossétia do Sul, se expandindo para a região da Abecásia. Combates navais na área foram reportados entre embarcações da Geórgia e da Frota do Mar Negro russa teriam terminado com um navio georgiano afundado. A 11 de agosto, tropas de paraquedistas russas lançaram-se no território abecásio, alcançando Senaki e cercaram a cidade de Poti.
Os combates na região então se intensificaram, com as forças georgianas na área sendo bombardeadas pelo ar. A 9 de agosto, milicianos abecásios e soldados russos iniciaram então uma ofensiva contra o vale de Kodori, que era controlado pela Geórgia desde o começo da década de 1990. Três dias depois, os soldados georgianos começaram a deixar a região. As baixas durante esta batalha foram pequenas para ambos os lados.

### Ocupação de Poti
Enquanto o avanço russo na Ossétia do Sul e na Abecásia ia relativamente bem, Moscou resolveu intensificar suas incursões na costa da Geórgia. Navios de guerra russos avançaram para confrontar a marinha georgiana no mar negro, convergindo sobre a estratégica cidade de Poti, em 10 de agosto de 2008. No dia seguinte, autoridades confirmaram que tropas terrestres russas haviam entrado no município. A 13 de agosto, militares russos já ocupavam a cidade e teriam afundado manualmente seis embarcações da Geórgia. No dia 19, foi reportado que os russos haviam capturado 21 soldados georgianos e cinco veículos Humvee, e então os levou até Senaki, numa base militar capturada. Naquele momento, estava claro que a guerra não caminhava bem para a Geórgia e sua economia já começava a sentir os reflexos do conflito.

### Bombardeio de Tbilisi

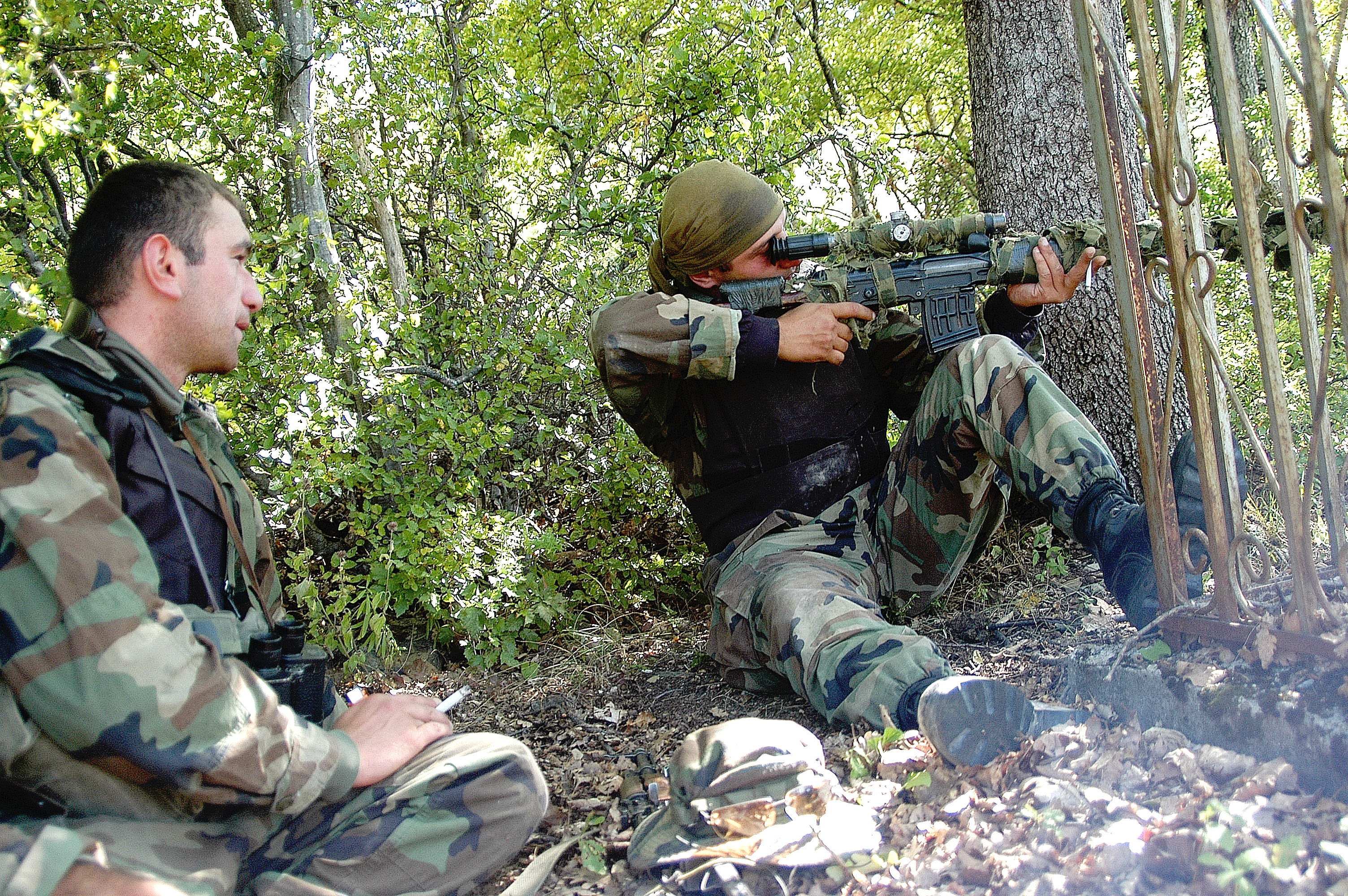
Militares georgianos.

Desde o início da guerra, a cidade de Tbilisi (capital da Geórgia) e seus arredores foram bombardeados pela força aérea da Rússia. Em 8 de agosto, o ministério do interior georgiano reportou que caças russos haviam bombardeado a base aérea de de Vaziani, próximo da capital. Outra base militar georgiana foi bombardeada em Marneuli, matando três civis. O centro de Tbilisi também foi atingido, assim como o aeroporto internacional de cidade. A importante fábrica de construção de equipamentos militares de JSC Tbilaviamsheni foi bombardeada duas vezes e uma estação de radar perto da cidade também foi atingida no dia seguinte.

### Negociações e retirada russa
Em 8 de agosto, no começo do conflito, a União Europeia e os Estados Unidos expressaram apoio para que uma delegação conjunta negociasse um cessar-fogo. Três dias depois, uma tentativa de firmar uma resolução no Conselho de Segurança da ONU falhou. A Rússia negava qualquer possibilidade de paz até que a Geórgia retirasse suas tropas da Ossétia do Sul e renunciasse o uso da força para manter a região sob seu controle. Em 12 de agosto, o governo russo aprovou um plano de paz de seis pontos firmado com autoridades europeias. A Geórgia endossou o acordo e o cessar-fogo, encerrando (ao menos no papel) a guerra.
Em 17 de agosto, após ter conquistado seus objetivos, o presidente Medvedev anunciou a retirada das forças russas para o dia seguinte. Começou então as trocas de prisioneiros. Ao anoitecer do dia 22 de agosto, boa parte das tropas russas já havia recuado; contudo, postos de controle continuavam em Gori e na região próxima a Abecásia e a Ossétia. Outros dois postos continuavam operando em Poti. Militares da Rússia se retiraram de Igoeti em 23 de agosto e então a polícia georgiana adentrou em Gori. Em 13 de setembro, soldados russos aceleraram a sua retirada do oeste da Geórgia. Seus postos de controle em Poti, Senaki e Khobi também foram abandonados. A 9 de outubro, foi a vez dos militares se retiraram das zonas de ocupação na Abecásia e na Ossétia do Sul, com seu controle passando para observadores da ONU. Em dezembro, a retirada em Perevi continuou. Um contingente de 500 soldados russos reocupariam a região logo depois, ameaçando escalar a violência na área novamente. Contudo, a 18 de outubro de 2010, as forças russas evacuaram boa parte da Ossétia do Sul, e os militares georgianos reassumiram suas oposições.

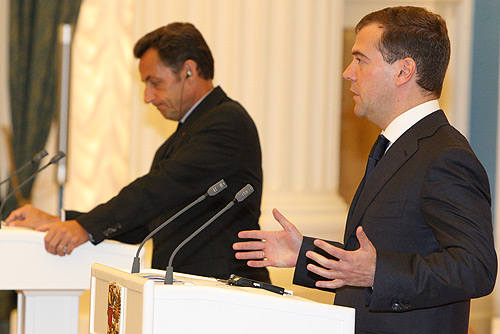
O então presidente da Rússia, Dmitry Medvedev, e o então presidente francês, Nicolas Sarkozy, após as negociações de paz.

Em 9 de setembro 2008, foi anunciado que tropas russas permaneceriam ocupando alguns pontos estratégicos da Ossétia. Segundo o então ministro das relações exteriores russo, Sergey Lavrov, a presença militar do seu país na Abecásia e na Ossétia do Sul era necessária para impedir que a Geórgia voltasse a reivindicar a área. Em novembro, fora estimado que havia pelo menos 3 700 militares russos na região. Em agosto de 2010, a Rússia deslocou baterias de mísseis S-300 pela Abecásia, e outros sistemas de defesa aéreo foram movidas para a Ossétia do Sul. Segundo autoridades britânicas, isso seria uma violação do acordo multilateral de paz.
A Geórgia oficialmente considera a Ossétia do Sul e a Abecásia como "territórios ocupados" militarmente pela Rússia. Em 2010, a Lituânia se tornou o primeiro país europeu a reconhecer a ocupação da região. Em 2014, com a escalada da tensão entre a Ucrânia e a Rússia, o então Secretário de Estado americano, John Kerry, afirmou que a contínua presença militar russa no norte da Geórgia era uma violação do cessar-fogo.

Em vermelho claro, áreas da Geórgia onde há presença militar russa.

A Rússia em 26 de agosto de 2008 decide formalmente reconhecer a independência das duas regiões separatistas (Ossétia do Sul e Abecásia), causando forte desgaste diplomático principalmente com o Ocidente. Em represália a isso, a Geórgia rompeu relações diplomáticas com Moscou, fazendo com que a situação piorasse ainda mais no conflito entre os dois países.

## Análises

### Políticas
Esta guerra acabou por deteriorar as relações da Rússia com o Ocidente, de uma forma não vista desde o fim da guerra fria quase duas décadas antes. Eventos posteriores, em relação a Síria e a Ucrânia escalariam as dificuldades e a tensão diplomática.

### Militares

#### Geórgia
Análises feitas por especialistas russos afirmam que, desde antes da crise começar, a Geórgia já planejava uma incursão militar na Ossétia, mobilizando tropas, tanques e reservistas. O plano, segundo especialistas americanos, não foi tão bem executado. Havia pouca comunicação entre as unidades militares georgianas e o governo subestimou a resistência das milícias locais. Porém, o fato mais importante era que a Geórgia não esperava uma reação militar russa em larga escala e por isso não se prepararam.
Especialistas, tanto russos quanto ocidentais, ao mesmo tempo que reconheceram o mal preparo das forças georgianas, elogiaram sua capacidade de defesa anti-aérea. Seus sistemas de interceptação (como os lançadores de mísseis 9K37 Buk e Tor) conseguiram derrubar várias aeronaves russas, como os jatos Tu-22 e Su-25. Analistas militares também apontaram que os soldados da Geórgia tinham "vontade", mas faltava-lhes equipamentos decentes. Seus oficiais eram bem capacitados, mas com pouca ou nenhuma experiência (os melhores soldados georgianos estavam em serviço no Afeganistão). A resposta do governo do presidente Saakashvili também foi considerada fraca.

#### Rússia

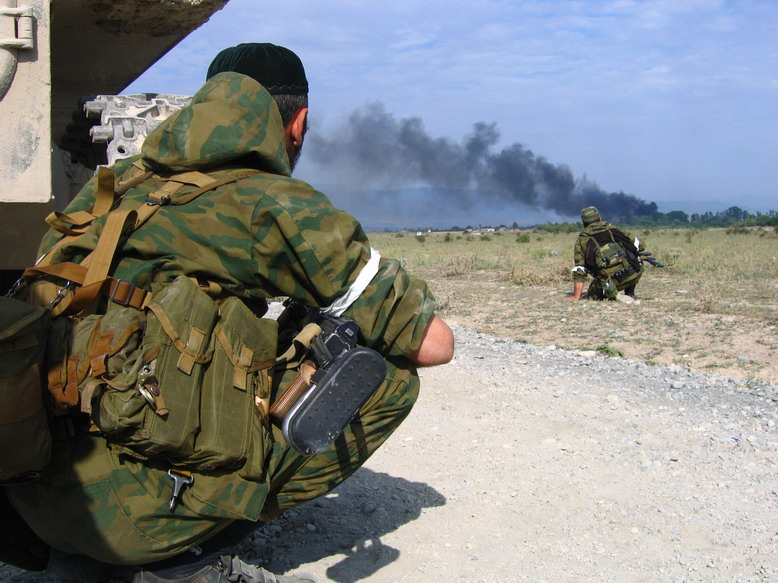
Soldados russos do Batalhão Vostok combatendo na Geórgia.

Segundo especialistas, o Centro de Comando e controle e Inteligência das forças russas não fizeram um bom trabalho durante a guerra. A falta de comunicação e equipamentos obsoletos atrapalharam seu desempenho. A maioria das melhores unidades militares russas estavam na fronteira com a Europa, com as demais tropas não recebendo prioridade na reposição de material. Aviões não tripulados acabaram sendo pouco ou nada utilizados, fazendo que o reconhecimento do terreno fosse feito por aeronaves comuns. Com a resistência anti-aérea georgiana sendo mais forte que a antecipada, isso acabou debilitando um pouco a capacidade russa de reagir a adversidades imprevistas. Segundo o analista Konstantin Makienko, foi totalmente inesperada a incapacidade da poderosa força aérea russa de estabelecer superioridade aérea durante a guerra.
Os problemas de comunicação também geraram fogo amigo, com unidades russas em terra não conseguindo identificar os próprios aviões no céu e abrindo fogo contra eles. Havia confusão e dificuldades de interação entre o comando do Distrito Militar do Norte do Cáucaso e a força aérea. As forças navais russas, contudo, tiveram uma excelente performance. As divisões blindadas atuando na Abecásia, junto com a infantaria, se saiu melhor do que no restante do país e a abertura da segunda frente atrapalhou a capacidade de resposta georgiana.
Apesar dos problemas, o planejamento do Estado-maior russo foi muito elogiado, especialmente na maneira como implementou os planos arquitetados. Analistas da revista Reuters elogiaram também as habilidades das forças terrestres russas, mas salientou que eles não foram tão bem assim. Ao contrário do que aconteceu na guerra contra a Chechênia no ano 2000, a maioria dos militares russos que lutaram na Geórgia eram conscritos e não soldados de carreira. O general Vladimir Boldyrev afirmou que, realmente, a falta de profissionalismo dos conscritos atrapalhou a condução do conflito. Segundo o jornalista americano Roger McDermott, a imprensa russa, supostamente manipulada pelo Estado, escondeu as falhas da operação e tentou vender a ideia de que a guerra foi executada de maneira perfeita. Algumas unidades do exército teriam reclamado pela falta de suprimentos e munição, além da dificuldade de reabastecimento.

### Perdas
Segundo uma análise da Reuters, as forças georgianas perderam uma enorme quantidade de equipamentos durante o conflito. Aviões, navios, tanques e sistemas de defesa antiaéreo foram destruídos pela aviação russa. De acordo com oficiais russos, 65 blindados da Geórgia foram capturados e pelo menos três Su-25s e dois L-29s foram abatidos. Helicópteros Mi-24 e Mi-14 georgianos foram destruídos no solo por soldados russos. Foi estimado que o total de perdas militares da Geórgia ficou em US$ 250 milhões de dólares em equipamentos. O ministério da defesa georgiano estimou que 170 militares de seu país morreram no conflito.
A Geórgia, além de perdas territoriais, também sofreu danos a sua infraestrutura interna.
Em 2009, o chefe do estado-maior russo, Nikolai Makarov, afirmou que a Geórgia estava se rearmando, mas não mencionou se os Estados Unidos estavam envolvidos nisso. De acordo com Makarov, as forças armadas georgianas já estavam mais fortes naquele momento do que antes do conflito.
Foi estimado que 67 soldados da Rússia, 36 milicianos ossetas e ao menos 1 militar abecásio foram mortos em combate. O governo russo nunca divulgou informações oficiais de suas perdas, mas estima-se que suas forças possam ter perdido entre seis e doze aviões e um punhado de helicópteros, além de pelo menos quarenta blindados, incluindo três tanques de guerra e cerca de vinte outros veículos blindados leves, além de outros 32 veículos militares. Outros blindados foram avariados seriamente ou perdidos em acidentes. Durante um combate, as forças georgianas destruíram 25 dos 30 veículos de uma unidade militar russa comandada pelo general Anatoly Khrulyov. Os militares russos não tiveram perdas notáveis na área de artilharia, defesa aérea ou forças navais. De acordo com o Nezavisimaya Gazeta, uma revista russa, foi estimado que o total de perdas russas girou em torno de 12,5 bilhões de rublos, na época, em termos de equipamentos.

## Mais fontes
- Cornell, Svante E.; Starr, S. Frederick (2009). The Guns of August 2008: Russia's War in Georgia. Col: Studies of Central Asia and the Caucasus. Armonk, New York: M.E. Sharpe. ISBN 9780765625090
- Allison, Roy (2013). Russia, the West, and Military Intervention. Great Britain: Oxford University Press. ISBN 9780199590636
- Jones, Stephen F. The Making of Modern Georgia, 1918–2012: The First Georgian Republic and its Successors (2014).
- Mankoff, Jeffrey.  Russian Foreign Policy: The Return of Great Power Politics (2nd ed. 2011).
- Niedermaier, Ana K. Countdown to War in Georgia, Russia's Foreign Policy and Media Coverage of the Conflict in South Ossetia and Abkhazia (2008); a Russian perspective.
- Stent, Angela E. The Limits of Partnership: U.S.-Russian Relations in the Twenty-First Century (2015).